# Petung (Pakem)
Petung is een bestuurslaag in het regentschap Bondowoso van de provincie Oost-Java, Indonesië. Petung telt 2454 inwoners (volkstelling 2010).